# Laura Borràs
Laura Borràs i Castanyer (Barcelona, 5 de outubro de 1970) é uma política e filóloga espanhola, presidente do Parlamento da Catalunha desde 12 de março de 2021. Foi secretária da cultura da Generalidade da Catalunha entre 2018 e 2019, e deputada nas Cortes Gerais da Espanha entre 2019 e 2021. É especialista em Teoria da literatura e Literatura comparada.

## Biografia
Borràs nasceu em 5 de outubro de 1970, em Barcelona. Graduou-se em filologia catalã (1993) e realizou um doutorado em Filologia românica (1997) na Universidade de Barcelona (UB). Ela recebeu um doutorado europeu em 1997 e um Ph.D. especial em 1998.
Borràs é casada com o médico Xavier Botet e tem uma filha, Marta.

### Carreira acadêmica
Borràs ingressou na UB em 1995 como professora associada no Departamento românico. Foi professora titular do Departamento de Teoria Literária e Literatura Comparada da universidade de 1998 a 2013. Foi diretora acadêmica do mestrado em Literatura na era digital da universidade. Borràs também foi professora de ciências humanas e estudos de filologia na Universidade Aberta da Catalunha (UAC) de 1999 a 2007, e professora de línguas e culturas de 2007 a 2009. Ela foi professora visitante na Universidade de Kingston de 2010 a 2012.
Borràs é membro do Conselho Consultivo Literário Internacional da Organização de Literatura Eletrônica, membro e palestrante do Programa de Doutorado em Estudos Europeus em Interzonas Literárias, Doutorado Conjunto Erasmus Mundus (Universidade de Bérgamo) e do Programa Intensivo Erasmus (Universidade de Paris-VIII). Ela foi membro do júri do Prêmio Sant Jordi, do Prêmio Ramon Llull e do Prêmio de Letras da Catalunha.
Em 2012, Borràs foi responsável pelas comemorações do centenário de Joan Sales, Pere Calders e Avel·lí Artís-Gener (Tísner), organizadas pela Generalidade da Catalunha e pela cidade de Barcelona. Em 2013, ela ajudou a desenhar o site em comemoração ao centenário de Salvador Espriu. Também esteve a cargo das comemorações de Caterina Albert (Víctor Català), em 2016, e Montserrat Abelló, em 2018. Borràs foi diretora da Institució de les Lletres Catalanes, agência que promove a obra de autores catalães, de janeiro de 2013 a janeiro de 2018.

### Carreira política

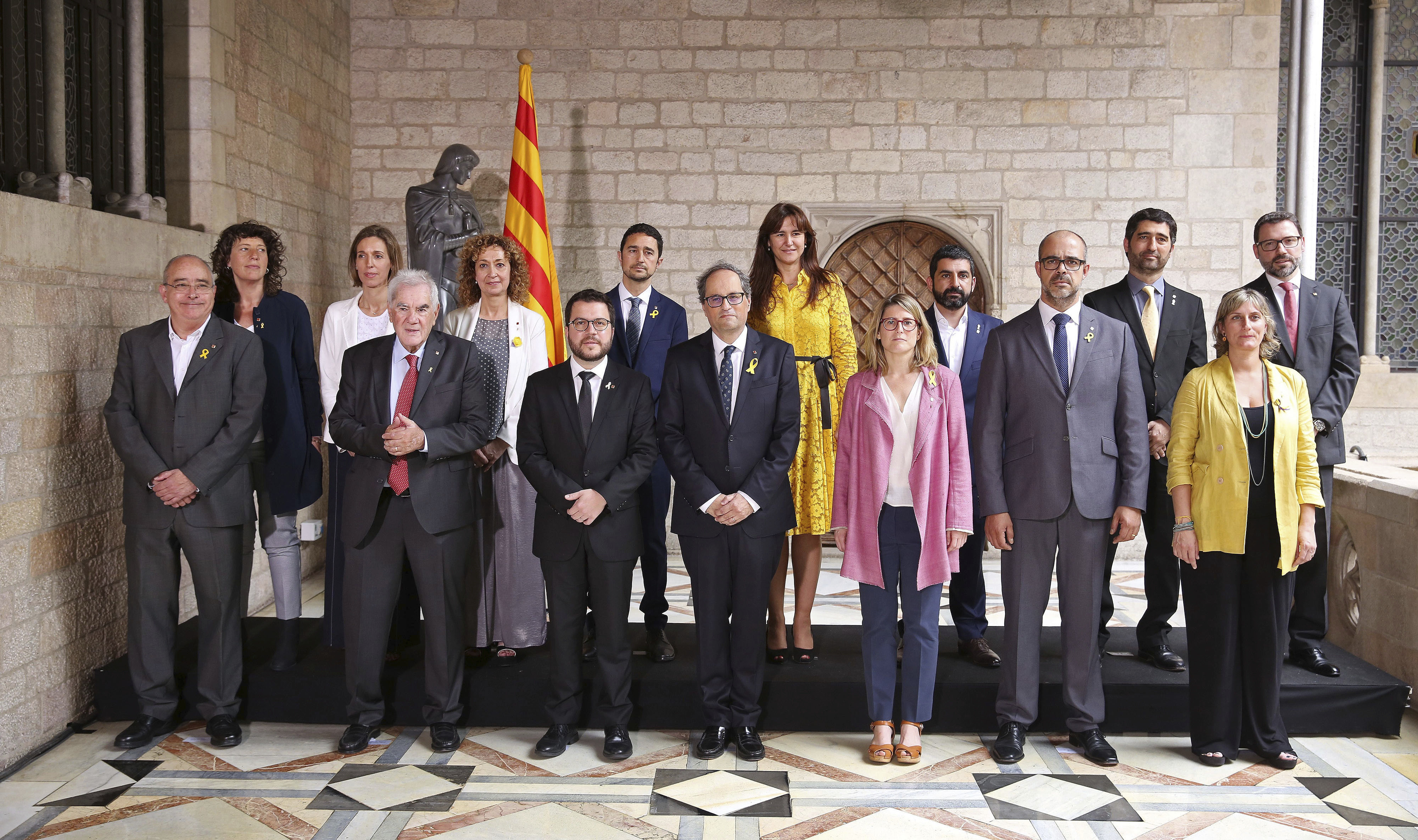
Borràs e outros membros do Governo Catalão em 2 de junho de 2018

Borràs concorreu à eleição regional de 2017 como candidata independente na coligação eleitoral Juntos pela Catalunha (JuntsxCat) pela província de Barcelona, e foi eleita para o Parlamento da Catalunha. Na eleição, os separatistas catalães mantiveram uma pequena maioria parlamentar. Em 19 de maio de 2018, o recém-eleito presidente Quim Torra nomeou um novo governo no qual Lluís Puig, que vivia no exílio, seria Secretário da Cultura. No entanto, o Governo espanhol condenou a inclusão de políticos presos/exilados no governo, e recusou-se a aprovar as nomeações de Torra ou a revogar o controle estatal da região, iniciado após a aplicação do artigo 155 da Constituição Espanhola, como consequência da tentativa de realização de um Referendo sobre a independência da Catalunha em 2017. Diante desta oposição, Torra anunciou um novo governo em 29 de maio de 2018, sem os políticos presos/exilados. Borràs foi então nomeada secretária da Cultura no novo governo, sendo empossada em 2 de junho de 2018 no Palácio da Generalidade da Catalunha.
Em março de 2019, foi anunciado que Borràs deixaria o cargo de Secretária da Cultura para disputar as eleições gerais. Ela concorreu às eleições gerais de 2019 como candidata do JxCat pela província de Barcelona, e foi eleita para o Congresso dos Deputados. Ela é membro do conselho político da Crida Nacional per la República.
Em novembro de 2020, concorreu nas primárias do Juntos pela Catalunha para concorrer à presidência da Generalidade nas eleições para o Parlamento da Catalunha em 14 de fevereiro de 2021, nas quais foi eleita por ampla maioria. Ela foi eleita Presidente do Parlamento da Catalunha em 12 de março de 2021, convertendo-se na terceira mulher a ocupar este posto.

## Obras e publicações
Publicou diversos artigos informativos e de pesquisa em periódicos especializados, bem como um manual de literatura comparada em 2003. É também autora dos seguintes livros, em língua catalã:
- Més Enllà de la Raó (Quaderns Crema,1999). ISBN 9788477272878
- Per què llegir els clàssics avui (Ara llibres, 2011). ISBN 9788492907977
- Dos amants com nosaltres (Ara llibres, 2012).[44] ISBN 9788415224495
- Under construction: Literatures digitals i aproximacions teòriques (Edicions UIB, 2012). Editora ISBN 9788483842430
- Clàssics moderns (Ara llibres, 2013) ISBN 9788415224228
- La literatura en un tuit (2017) ISBN 9788415315407
- El poder transformador de la lectura (Ara llibres, 2020)[45]
- Filla de l'1 d'octubre (Enciclopèdia catalana, 2021) ISBN 9788441232310